# Jasmijn Lau
Jasmijn Lau (Druten, 11 maart 1999) is een Nederlandse langeafstandsloopster. Ze loopt voor atletiekvereniging Ciko '66. In 2021 veroverde zij de Europese U23-titel op de 10.000 m.

## Loopbaan
Lau maakte eind 2016 haar internationale debuut bij de Europese kampioenschappen veldlopen in Chia op Sardinië, waar zij bij de U20-junioren een vijfde plaats behaalde, maar in het landenklassement samen met Veerle Bakker, Merel van der Marel en Jasmijn Bakker brons veroverde. Eerder dat jaar had zij in eigen land in de oudste juniorencategorie twee nationale titels behaald, bij het veldloopkampioenschap in maart en op de 5000 m tijdens de baankampioenschappen voor junioren in juli.
Het jaar daarop kwam zij tijdens de Europese kampioenschappen U20 in Grosseto uit op de 5000 m. Hierop veroverde zij aanvankelijk in 16.38,85 de gouden medaille. Naderhand bleek zij echter positief te hebben getest bij de dopingcontrole. Onderzoek van de Nederlandse Dopingautoriteit in opdracht van de IAAF bracht begin 2018 aan het licht, dat Lau buiten haar schuld een verboden middel had gebruikt. Dit middel had in thee gezeten die zij van een goede kennis te drinken had gekregen onder het motto, dat de warme drank haar geluk zou brengen. Aangezien de overtreding als niet verwijtbaar aan de atlete werd aangemerkt, werd zij weliswaar gediskwalificeerd en werd haar de titel afgenomen, maar werd haar geen schorsing opgelegd.
In 2018, haar laatste jaar bij de junioren, was Lau opnieuw van de partij op de EK veldlopen, die ditmaal in eigen land, het Safaripark Beekse Bergen, plaatsvonden. Ditmaal eindigde zij als vierde niet alleen een plaatsje hoger in het individuele klassement dan twee jaar eerder, maar slaagde zij er tevens in om samen met Famke Heinst en Roos Blokhuis zilver te veroveren in het landenklassement.   
In 2019, haar eerste jaar bij de senioren, veroverde Lau gelijk twee nationale titels: zij werd Nederlands kampioene veldlopen en kampioene op de 10.000 m. Bovendien won ze brons op het NK 10 km in Schoorl en zilver op het Nederlands kampioenschap halve marathon. Op de Europese kampioenschappen onder 23 jaar (U23) in het Zweedse Gävle won ze brons op de 10.000 m. Ten slotte beëindigde zij het jaar met een zilveren medaille in het individuele klassement van de vrouwen U23 bij de EK veldlopen in Lissabon en een gouden in het landenklassement, samen met Jasmijn Bakker en Famke Heinst.

## Kampioenschappen

### Internationale kampioenschappen
| Onderdeel | Titel                  | Jaar |
| --------- | ---------------------- | ---- |
| 10.000 m  | Europees kampioene U23 | 2021 |

### Nederlandse kampioenschappen
Outdoor
| Onderdeel | Jaar       |
| --------- | ---------- |
| 10.000 m  | 2019, 2020 |
| 10 km     | 2021       |
| veldlopen | 2019       |

## Persoonlijke records
Baan
| Onderdeel | Prestatie | Datum        | Plaats           |
| --------- | --------- | ------------ | ---------------- |
| 1500 m    | 4.13,99   | 26 juni 2021 | Breda            |
| 3000 m    | 9.48,48   | 14 mei 2015  | Vught            |
| 5000 m    | 15.18,76  | 6 juli 2024  | Maisons-Laffitte |
| 10.000 m  | 32.15,91  | 11 juni 2024 | Rome             |

Weg
| Onderdeel      | Prestatie | Datum           | Plaats    |
| -------------- | --------- | --------------- | --------- |
| 5 km           | 15.33     | 16 maart 2024   | Leicester |
| 10 km          | 31.53     | 3 oktober 2021  | Valencia  |
| halve marathon | 1:10.13   | 17 oktober 2021 | Barcelona |

## Palmares

### 3000 m
- 2016:  NK indoor - 10.10,49

### 5000 m
- 2017: DQ EK U20 te Grosseto (was )

### 10.000 m
- 2019:  NK - 33.30,97
- 2019:  EK U23 te Gävle - 33.35,66
- 2020:  NK - 32.20,75
- 2021:  EK U23 te Tallinn - 32.30,49
- 2024: 7e EK - 32.15,91

### 5 km
- 2024: 4e Seven Hills Record Run Nijmegen - 15.52

### 10 km
- 2019:  NK - 34.02
- 2021:  NK - 33.26

### Halve marathon
- 2019:  NK - 1:14.04
- 2021: 5e halve marathon van Dresden - 1:12.08
- 2023: 9e CPC halve marathon - 1:13.29

### Veldlopen
- 2016: 5e EK U20 (4,06 km) - 12.57 ( in het landenklassement)
- 2017: 4e EK U20 (4,18 km) - 14.05
- 2018: 4e EK U20 (4,3 km) - 13,51 ( in het landenklassement)
- 2019:  NK (9000 m) te Kraggenburg - 29.48
- 2019:  EK U23 (6225 m) - 21.09 ( in het landenklassement)